# Natal no Japão

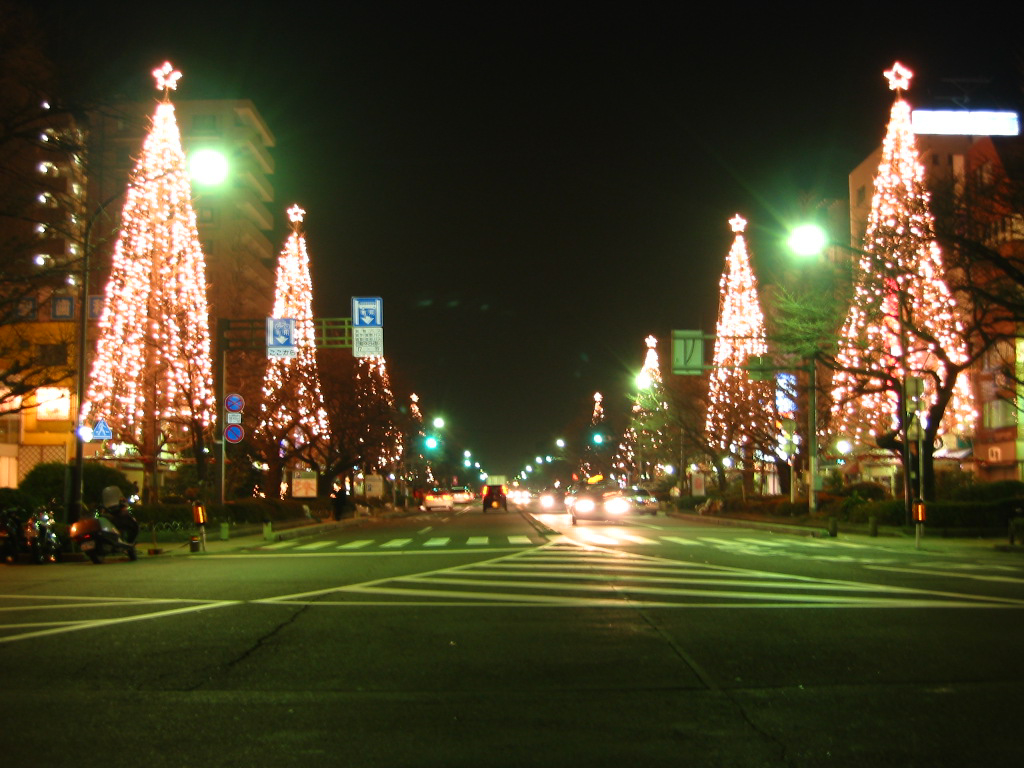
Árvores de Natal na Avenida Daigaku, Tóquio.

O Natal foi introduzido no Japão após a Segunda Guerra Mundial, sendo trazido pelos estadunidenses. O conceito de natal foi assimilado pelo comércio, logo, apenas as famílias cristãs o celebram de maneira tradicional.

## História
O catolicismo só chegou ao Japão no século XVI, com a chegada de espanhóis e portugueses. Entretanto, o natal só começou a ser comemorado de fato a partir da década de 1980, com a introdução do conceito natalino pelo comércio.
Assim, os japoneses comemoram o feriado de maneira diferente dos ocidentais, tal qual de luxuosos eventos, o natal passou a ser apenas um evento social.